# Ministerio de Educación y Ciencia de Letonia
El Ministerio de Educación y Ciencia de Letonia (en letón: Latvijas Republikas Izglītības un zinātnes ministrija) es el departamento del gobierno de Letonia responsable de la creación y la aplicación del reglamento en cuestión de educación y la ciencia así como los deportes, la juventud y la política lingüística de la República de Letonia, se estableció el 18 de noviembre de 1918. Sus tareas principales son desarrollar las normativas de la política sectorial. El ministerio está encabezado por el político denominado Ministro de Educación y Ciencia. Desde 2019 es Mārīte Seile, bajo el Gobierno Kariņš.